# 並木彩華
並木 彩華（なみき あやか、2007年4月18日 - ）は、日本の女優、歌手、モデル。千葉県出身。アミューズ所属。「ちゃおガール」の選抜メンバーで結成した「Ciào Smiles」の元メンバー。

## 略歴
2017年、『ちゃおガール2017☆オーディション』に応募しグランプリを受賞し、雑誌『ちゃお』の専属モデルとしてデビュー。
グランプリ獲得後、「ちゃおガール」の選抜メンバーで結成した「Ciào Smiles」に新メンバーとして加入。
2023年、『仮面ライダーギーツ』に仮面ライダーと敵対する悪女・ベロバ役として出演し、注目を浴びた。

## 人物
- 特技はなわとび、水泳[9]。
- 幼少期は仮面ライダーシリーズは見ておらず、プリキュアシリーズを見ていたという[3]。

## 出演

### テレビドラマ
- 私の夫は冷凍庫に眠っている 第1話（2021年4月10日、テレビ東京） - 並木 役
- ファイトソング 第9話（2022年3月8日、TBS） - ヒデ&俊哉のファン 役
- 未来への10カウント 最終話（2022年6月9日、テレビ朝日） - 河合日菜 役
- 霊媒探偵・城塚翡翠 第3話（2022年10月30日、日本テレビ） - 吉原さくら 役[10]
- 仮面ライダーギーツ 20話 - 46話（2023年1月29日 - 7月30日、テレビ朝日） - ベロバ / 仮面ライダーグレアII 役[11]
- 特集ドラマ 幸運なひと（2023年3月6日、NHK BSプレミアム・BS4K） - 南野遥 役
- ハレーションラブ 第5話（2023年9月2日、テレビ朝日） - 中條 役[12]
- おっさんのパンツがなんだっていいじゃないか!（2024年1月6日 - 、東海テレビ・フジテレビ） - 相沢香梨奈 役
- 高杉さん家のおべんとう（2024年10月3日 - 、日本テレビ） - なつ希 役[13]
- 漫画家コマキ魔奇の空腹（2024年10月13日、テレビ朝日） - 三条 役[14]
- ライオンの隠れ家（2024年11月1日、TBS） - 岩崎萌香 役[15]
- 彼女がそれも愛と呼ぶなら（2025年4月3日 - 6月6日、読売テレビ・日本テレビ） - 篠木萌絵 役[16]

### ウェブドラマ
- イヤードラマ「最期の花火」（2023年9月15日、NUMA） - 水上愛莉 役[17]
- 仮面ライダーシリーズ - ベロバ 役
  - ギーツエクストラ 緊急特番 蔵出し!デザグラスペシャル（2023年10月8日、東映特撮ファンクラブ）[18]
  - 仮面ライダーアウトサイダーズ ep.7（2024年12月22日、東映特撮ファンクラブ）[19]

### オリジナルビデオ
- 仮面ライダーシリーズ（東映ビデオ）
  - よろずや!?ミッチー親方の一日（2023年12月6日） - タン 役[20]
  - 仮面ライダーギーツ ジャマト・アウェイキング（2024年7月24日） - ベロバ 役[21]

### 劇場アニメ
- 名探偵コナン 緋色の弾丸（2021年、女の子）

### ウェブアニメ
- ギーツエクストラ ギーツあにめ あなざーぐらんぷり（2024年、ベロバ、タン）

### CM
- アガツマ「ラブあみ織り機」「すみっコぐらし きらきらスノードーム」（2018年9月 - ）
- 株式会社アラクス「PITTA MASK」（2022年1月 - ）
- シチズン時計「静かなエール・父親編」「静かなエール・娘編」（2023年11月 - ）[8]

### 玩具
- 仮面ライダーギーツ PREMIUM DXメモリアルファンタジーレイズバックル（2025年1月、玩具ボイス）
- 仮面ライダーギーツ PREMIUM DXメモリアルヴィジョンドライバー&ハイスペックベルト帯セット（2025年3月、玩具ボイス）
- 仮面ライダーギーツ PREMIUM DXメモリアルジャマトバックル（2025年3月、玩具ボイス）

## 作品

### キャラクターソング
| 発売日        | 商品名                       | 歌                 | 楽曲             | 備考                                         |
| ------------- | ---------------------------- | ------------------ | ---------------- | -------------------------------------------- |
| 2023年9月20日 | 仮面ライダーギーツ SONG BEST | ジャマーガーデンズ | 「Odds n’ Ends」 | 特撮テレビドラマ『仮面ライダーギーツ』関連曲 |

### ユニットメンバー
1. ↑  吾妻道長（杢代和人）、五十鈴大智（後藤大）、ベロバ（並木彩華）、アルキメデル（春海四方）